# 518 (numero)
Cinquecentodiciotto (518) è il numero naturale dopo il 517 e prima del 519.

## Proprietà matematiche
- È un numero pari.
- È un numero composto con 8 divisori: 1, 2, 7, 14, 37, 74, 259, 518. Poiché la somma dei suoi divisori (escluso il numero stesso) è 394 < 518, è un numero difettivo.
- È un numero noncototiente.
- È un numero sfenico.
- È un numero di Harshad (in base 10), cioè è divisibile per la somma delle sue cifre.
- È un numero palindromo e un numero a cifra ripetuta nel sistema di numerazione posizionale a base 6 (2222) e a base 36 (EE).
- È un numero intoccabile.
- È un numero nontotiente (per cui la equazione φ(x) = n non ha soluzione).
- È un numero congruente.
- È parte delle terne pitagoriche (168, 490, 518), (518, 1320, 1418), (518, 1776, 1850), (518, 9576, 9590), (518, 67080, 67082).

## Astronomia
- 518 Halawe è un asteroide della fascia principale del sistema solare.
- NGC 518 è una galassia spirale della costellazione dei Pesci.

## Astronautica
- Cosmos 518 è un satellite artificiale russo.